# Histidina
La histidina (abreujada His o H) o àcid 2-amino-3-(1H-imidazole-4-il) propanoic és un dels aminoàcids transcripcionals que formen les proteïnes dels éssers vius.
Nutricionalment, en humans, la histidina és considerada un aminoàcid essencial, però majoritàriament només en la mainada. La cadena lateral d'imidazole de la histidina i el seu pKa relativament neutre fan que canvis petits en el pH cel·lular canviïn la seva càrrega. Per aquesta raó, la cadena lateral d'aquest aminoàcid és amb freqüència un lligand coordinador en les metal·loproteïnes, i també un lloc catalític en certs enzims. És un important precursor de la biosíntesi d'histamina.
A l'ARNm, la histidina està codificada per les seqüències CAU o CAC.

## Descobriment
El 1984, Abrecth Kossell va aïllar per primera vegada les proteïnes nuclears denominades histones. En aquells anys els mètodes de fraccionament cel·lular eren molt rudimentaris, ja que mancaven de la tecnologia actual (com per exemple les centrifugadores).
Kossell experimentava amb eritròcits nucleats d'aus. En extreure els nuclis en medi àcid, va adonar-se que aquest medi solubilitzava les histones. Temps després va analitzar-ne la composició i va descobrir un nou aminoàcid, que en procedir de les histones, va anomenar histidina. La histidina va ser aïllada per primera vegada l'any 1986.

## Estructura i propietats químiques
La histidina es considera un aminoàcid alfa (o α-aminoàcid), ja que el centre de tota l'estructura de la molècula és un carboni alfa. Aquest carboni és asimètric: cada enllaç covalent possible està fet amb àtoms o estructures diferents.
En els aminoàcids, incloent-hi la histidina, hi ha quatre components fonamentals: un grup amino, un grup carboxil, un àtom d'hidrogen i el radical. Els tres primers components esmentats són comuns a tots els aminoàcids, per tant, també formen part de l'estructura de la histidina. A més a més, aquests tres enllaços li confereixen determinades propietats. D'altra banda, el radical és diferent en tots els aminoàcids, i és la zona que diferencia els uns dels altres. En el cas de la histidina, hi ha un imidazole, constituït per un anell pentagonal nitrogenat.

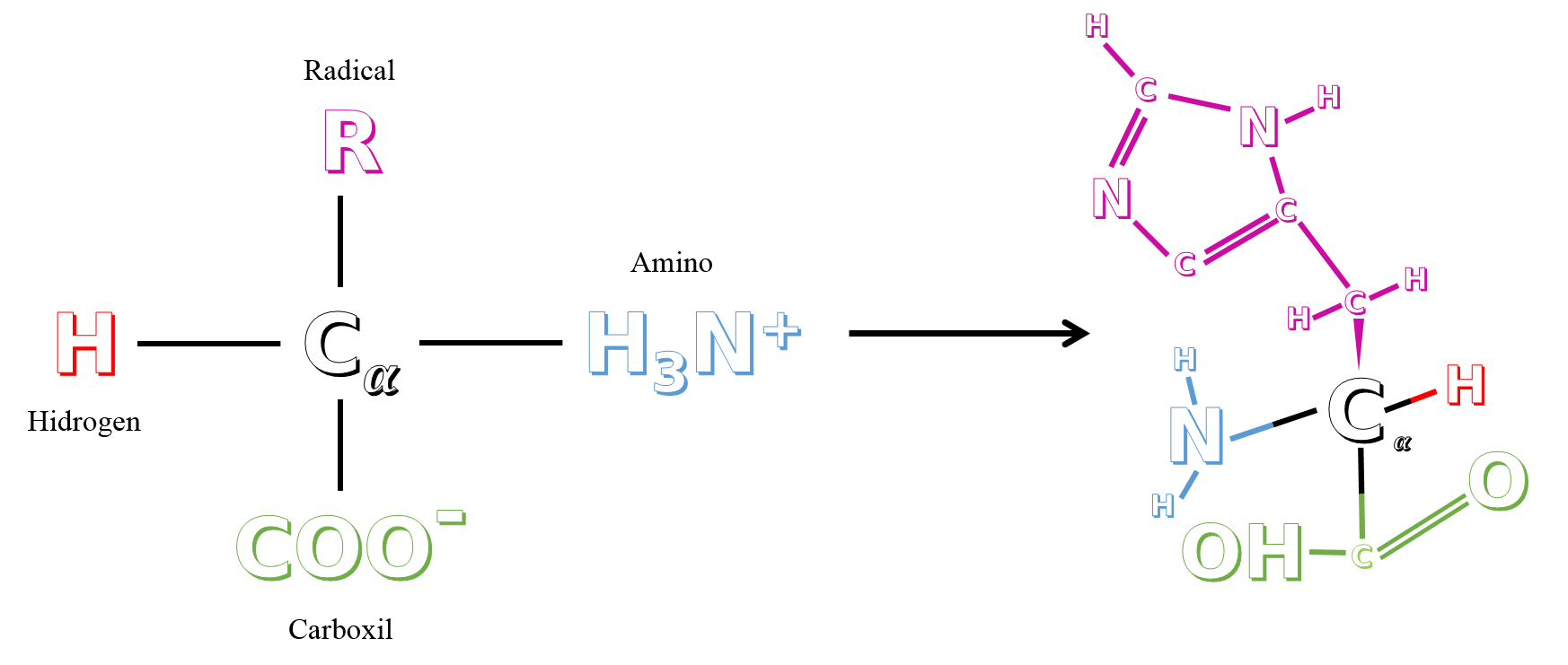

La histidina, com qualsevol altre aminoàcid, pot tenir dues conformacions diferents: l-histidina i d-histidina. Aquestes dues formes són estereoisòmers. La l-histidina forma part de proteïnes en l'organisme humà, i és la que es coneix com a aminoàcid essencial. En canvi, la d-histidina mai no forma proteïnes o complexos proteics.
L'any 1970, K. Krajewska, W. Walczak i T. Klopotowski van publicar un estudi que demostrava que era possible sintetitzar l-histidina a partir de d-histidina en cèl·lules bacterianes de Salmonella typhimurium.

### Propietats de la histidina
La freqüència de la histidina en proteïnes és del 7,9 per cent. La massa de l'aminoàcid és 155,07 u i la del residu és 137,15 u. El pKa del grup terminal carboxil és 1,82 i del grup terminal amino és 9,17. És soluble en aigua (solubilitat a 25 °C = 41,9 g/l), lleugerament soluble en alcohol i insoluble en èter i altres dissolvents apolars.
La histidina es pot classificar tant com a polar sense càrrega com a bàsic, perquè existeix en ambdós estats a pH fisiològic. El grup imidazole de la cadena lateral bàsica és un compost aromàtic amb dos àtoms de nitrogen, els quals poden donar o acceptar protons i contribueixen a l'aparició de ponts d'hidrogen que mantenen el plegament de les proteïnes. Malgrat que la cadena lateral en l'aminoàcid lliure té un pKa 6,0, la protonació de la histidina és un sistema tampó important per mantenir el pH intracel·lular (habitualment entre 6,9 i 7,4), ja que el pKa del residu és sensible a les interaccions electroestàtiques locals en les proteïnes, de manera que pot variar fins a 3 unitats de pH i està situat habitualment en l'interval 6,5–7,4. Així, canvis lleugers en el pH del medi fisiològic provoquen l'adaptació de la forma àcida (protonada i amb càrrega) o bàsica (desprotonada).
Aquest caràcter amfòter permet que la histidina participi en catàlisis enzimàtiques amb transferència de protons, essent un catalitzador GABC (catàlisi àcid-base general) comú en centres actius. Per exemple, la histidina forma part de la tríada catalítica Ser-His-Asp (present en enzims com la quimotripsina, el HSL i el MGL) com a base general per optimitzar el poder nucleofílic de la serina (es produeix la transferència d'un protó de serina a histidina).

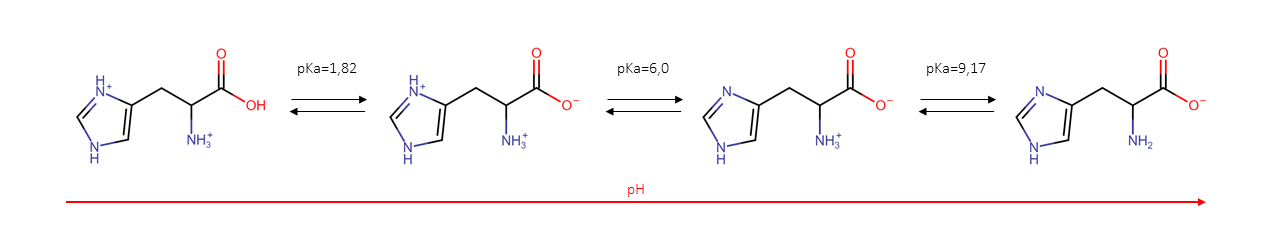
Estats de la histidina en funció del pH.

La histidina té afinitat amb els metalls de transició (Ni2+, Zn2+, Co2+) gràcies a la seva polaritat. La unió histidina–catió metàl·lic és la base de la cromatografia d'afinitat d'ions metàl·lics immobilitzats (IMAC, de l'anglès immobilized metal ion affinity chromatography), un mètode de purificació de molècules proteiques que adhereix una seqüència de 6 residus d'histidina (His-tag) a la proteïna d'interès per separar-la d'altres components cel·lulars, passant la mostra per una columna IMAC, amb una xarxa de ions de metall units covalentment.
La histidina és un aminoàcid fosforilable, la modificació (reversible) té lloc segons les condicions del medi i és fonamental en els processos de senyalització de la cèl·lula.

## Biosíntesi i metabolisme

Via de síntesi de la histidina.

La biosíntesi de la histidina s'ha estudiat de forma extensa sobretot en Salmonella Typhimurium i Escherichia coli, ja que és un aminoàcid essencial. És un procés singular, ja que està lligat a altres rutes metabòliques i també degut a les estructures d'alguns enzims que hi participen.
Hi ha 8 gens que intervenen en la síntesi d'histidina, els quals han sigut anomenats His1, His2, His3, etc. Sovint també se'ls sol anomenar utilitzant lletres, de manera que els noms són HisA, HisB, etc. D'aquests vuit gens, alguns codifiquen enzims funcionals i altres codifiquen cadenes polipeptídiques que formen una molècula enzimàtica encarregada d'una sola reacció en la via de síntesi de la histidina. Aquest procés té fins a 10 reaccions enzimàtiques. Se sap que el gen His4 catalitza 4 d'aquestes 10 reaccions.
La primera reacció en la biosíntesi d'histidina consisteix en la condensació d'ATP i N-5-fosforibosil-1-pirofosfat (PRPP) per tal de formar N-5-fosforibosil-ATP (PRATP). Aquesta reacció és catalitzada per un enzim codificat pel gen His7. Aquest producte de la primera reacció, el PRATP, passa per un procés d'hidròlisi, on l'ATP es converteix en AMP. De forma simultània, el PRATP passa per una altra hidròlisi de la seva purina (anell aromàtic). Aquesta segona reacció porta a la creació d'un intermediari de l'imidazole, un anell aromàtic que es troba en l'estructura final de la histidina.
El quart pas en la via de síntesi és una reacció redox, també coneguda com a redistribució d'Amadori. Aquest pas inclou una transferència del grup amino d'un donant i una reacció de ciclació per generar l'anell imidazole. El resultat de la reacció són dos compostos diferents: imidazole-glicerol-fosfat (IGP) i 5’-fosforibosil-4-carboximide-5-aminoimidazole (AICAR). Aquest segon compost entra en el procés de síntesi de la purina.
El següent pas és una deshidratació de l'IGP generat en el pas anterior fins a obtenir imidazole-acetol-fosfat (IAP). Un cop es té aquest compost, el sisè pas consisteix en transaminar l'IAP, utilitzant glutamat com a donant de N, per aconseguir histidinol-fosfat. Per acabar, el setè pas de la via de síntesi és una oxidació en dos passos de l'histidinol-fosfat fins a obtenir histidina.

### Regulació de la síntesi d'histidina
La via de síntesi requereix energia per tal de donar-se, pel qual la presència d'ATP és necessària per activar el primer enzim de la via, l'ATP-fosforibosil transferasa (His1). Aquest enzim és el que determina la taxa d'activitat de la via. Al seu torn, l'enzim està subjecte a la inhibició al·lostèrica a càrrec del producte final de la via, és a dir, la histidina. Això passa en els processos de síntesi de qualsevol aminoàcid.

### Metabolisme de la histidina
Tots els aminoàcids, incloent-hi la histidina, poden ser utilitzats per tal de produir energia metabòlica. En aquest procés, els aminoàcids són degradats fins a CO₂ i H₂O.
Ara bé, aquest no és l'únic procés que involucra la histidina. Els aminoàcids també poden ser utilitzats en la gliconeogènesi, una via metabòlica que genera glucosa. Per dur a terme aquest procés, és necessari que els aminoàcids passin per un procés de degradació on perden el seu grup funcional amino. Aquesta pèrdua dona lloc a diferents productes anomenats alfa-cetoàcids.
La histidina és convertida en glutamat mitjançant un procés de quatre passos: 1) un procés de desaminació en què la histidina perd el seu grup amino; 2) hidratació amb aigua de la molècula; 3) l'imidazole del radical de la histidina es talla i es forma un compost anomenat N-formiminoglutamat, i 5) el grup formimino del compost resultant del pas anterior es transfereix a un tetrahidrofolat (THF), de manera que es forma un alfa-cetoàcid glutamat.

### Funció de la histidina en l'hemoglobina i la mioglobina

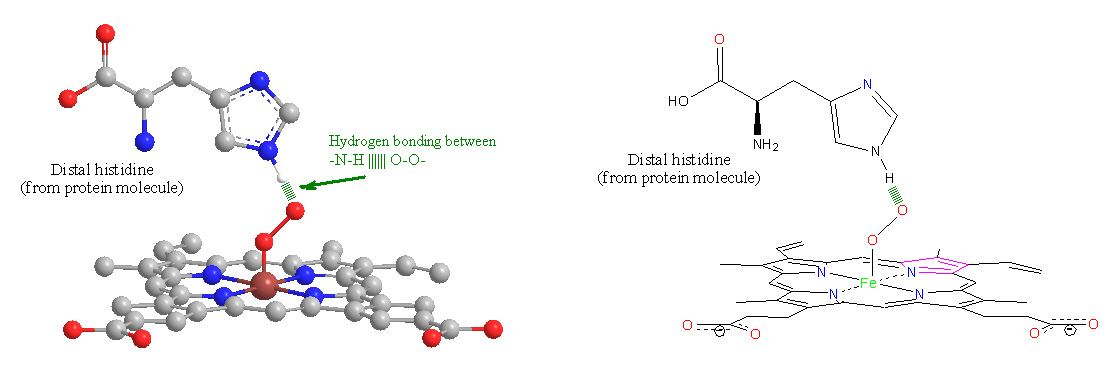
Unió de la histidina distal amb oxigen.

## Patologies relacionades i aplicacions clíniques

Procediment del test d'Ames.